# Ohrožení

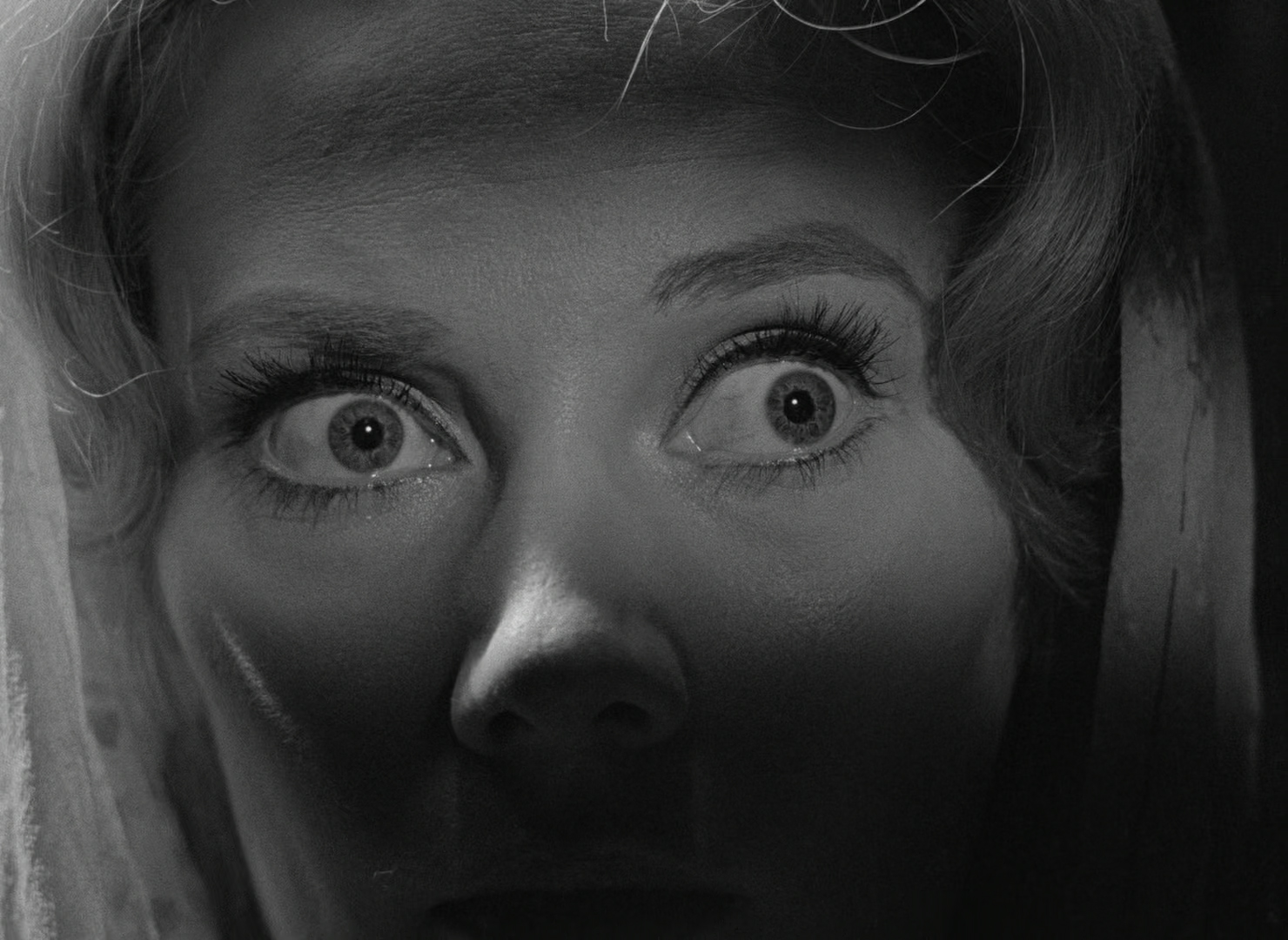
Strach je častým projevem na ohrožení

Ohrožení v obecném smyslu je stav, případně pocit, kdy se jedinec (člověk i zvíře) ocitá ve nebezpečí.

## Obecný význam
Při ohrožení dochází ke změně bezpečného stavu vlivem vnějšího či vnitřního nebezpečí na nový stav, ve kterém hrozí změna současného stavu do nového. Stav skutečného či domnělého ohrožení je u živých organismů často impulsem ke snaze tento stav či pocit eliminovat, či se mu přizpůsobit tak, aby se zajistilo přežití jedince, případně potomstva.
Ohrožení může být jak skutečné, fyzické ohrožující samotnou existenci bytí, tak i pouze teoretické, domnělé, které pouze vyvolává pocit strachu a neohrožuje přímo jedince, ale narušuje jeho psychickou pohodu. Fyzické ohrožení se dá rozdělit na dvě velké skupiny vyvolané přírodními vlivy, které neovlivňuje člověk a na vytvořené člověkem.
Ohrožení se často měří pomocí různých stupnicích v závislosti na definované škále. Příkladem může být pětibodový americký systém DEFCON, který udává stupeň vojenského ohrožení USA.

## Ohrožení v právních předpisech a dalších aplikacích
- Aktivní ohrožení, či ohrožování (vyhrožování) může být chápáno jako trestný čin.
- V § 49 českého Zákona o dráhách (266/1994 Sb.) je ohrožení termín pro nejméně závažný ze tří typů mimořádných událostí v drážní dopravě, po závažné nehodě a nehodě. Je to událost, která ohrožuje nebo narušuje bezpečnost, pravidelnost a plynulost provozování drážní dopravy, bezpečnost osob a bezpečnou funkci staveb a zařízení nebo ohrožuje životní prostředí a při které nedojde ke smrti ani újmě na zdraví a hmotná škoda je menší než značná ve smyslu trestního zákona.
- Stav ohrožení je podle českého Zákona o vodách (254/2001 Sb.) třetí, nejmírnější stupeň povodňové aktivity.
- Stupeň ohrožení je kategorie vyjadřující míru šance na přežití živočišných druhů podle Mezinárodní unie pro ochranu přírody a přírodních zdrojů. V Česku na základě Zákona o ochraně přírody a krajiny (114/1992 Sb.) prováděcí předpis jmenuje zvláště chráněné druhy ve třech kategoriích podle stupně ohrožení.
- Seznam světového dědictví v ohrožení vede organizace UNESCO a týká se krajinných i architektonických památek.

- Stav ohrožení státu je mimořádný stav, který z politických důvodů může v Česku vyhlásit parlament na návrh vlády podle Ústavního zákona o bezpečnosti České republiky.
- V českém Zákoně o silničním provozu slovo „neohrozit“ vymezuje v některých ustanoveních povinnost jednoho účastníka provozu k jinému. Přísnější ustanovení vyžadují jiného účastníka „nedonutit k náhlé změně směru nebo rychlosti jízdy“ (což je jádro definice přednosti v jízdě) nebo vůbec „neomezit“.
- Ohrožení právem chráněného zájmu je součástí definice zavinění a definice krajní nouze v Trestním zákoně, ohrožení je i součástí mnoha dalších ustanovení trestního zákona. Obecné ohrožení, ohrožení životního prostředí, ohrožování provozu obecně prospěšného zařízení, ohrožení bezpečnosti vzdušného dopravního prostředku a civilního plavidla, ohrožování zdraví závadnými potravinami a jinými potřebami, ohrožení utajované informace, ohrožení devizového hospodářství, ohrožení morálního stavu jednotky jsou v České republice názvy trestných činů.